# Vieillevigne (Loira Atlántico)
 Vieillevigne  es una población y comuna francesa, situada en la región de Países del Loira, departamento de Loira Atlántico, en el distrito de Nantes y cantón de Aigrefeuille-sur-Maine.

## Demografía
| 2788 | 2892 | 2793 | 2948 | 3127 | 3263 |
| Para los censos de 1962 a 1999 la población legal corresponde a la población sin duplicidades (Fuente: INSEE [Consultar]) |      |      |      |      |      |